# Hautot-le-Vatois
Hautot-le-Vatois település Franciaországban, Seine-Maritime megyében. Lakosainak száma 334 fő (2022. január 1.). Hautot-le-Vatois Baons-le-Comte, Écretteville-lès-Baons, Envronville, Rocquefort, Valliquerville és Les Hauts-de-Caux községekkel határos.

## Népesség
A település népességének változása:
| Lakosok száma | 313  | 333  | 349  | 354  | 355  | 356  | 351  | 343  | 334  |
|               | 2013 | 2015 | 2016 | 2017 | 2018 | 2019 | 2020 | 2021 | 2022 |